# Трипразеодималюминий
Трипразеодималюминий — бинарное неорганическое соединение, интерметаллид алюминия и празеодима с формулой AlPr3, кристаллы.

## Получение
- Сплавление стехиометрических количеств чистых веществ:

{\displaystyle {\mathsf {Al+3Pr\ {\xrightarrow {630^{o}C}}\ AlPr_{3}}}}

## Физические свойства
Трипразеодималюминий образует кристаллы гексагональной сингонии, пространственная группа P 63/mmc, параметры ячейки a = 0,6991 нм, c = 0,5426 нм, Z = 2,
структура типа станнида триникеля Ni3Sn.
При температуре 330 °C происходит переход в фазу кубической сингонии, пространственная группа P m3m, параметры ячейки a = 0,4973 нм, Z = 1,
структура типа тримедьзолота AuCu3.
Соединение образуется по перитектической реакции при температуре 630 °C.